# Розкохув (Малопольське воєводство)
Розкохув (пол. Rozkochów) — село в Польщі, у гміні Бабиці Хшановського повіту Малопольського воєводства.
Населення — 789 осіб (2011).
У 1975-1998 роках село належало до Катовицького воєводства.

## Демографія
Демографічна структура станом на 31 березня 2011 року:
|          | Загалом | Допрацездатний вік | Працездатний вік | Постпрацездатний вік |
| -------- | ------- | ------------------ | ---------------- | -------------------- |
| Чоловіки | 371     | 74                 | 245              | 52                   |
| Жінки    | 418     | 82                 | 241              | 95                   |
| Разом    | 789     | 156                | 486              | 147                  |